# St. Johann im Pongau
Sankt Johann im Pongau (numit de localnici Saiga Hòns sau Sainig Hòns) este capitala districtului cu același nume din landul Salzburg, Austria.